# Załącznik
Załącznik (ang. making switch) – łącznik elektryczny przeznaczony do załączania i krótkotrwałego przewodzenia określonych prądów lecz nie przeznaczony do wyłączania prądu.
Przykładem załącznika jest zwiernik.